# Meine Frau, die Hexe
Meine Frau, die Hexe (Originaltitel: I Married a Witch) ist eine US-amerikanische Filmkomödie des französischen Regisseurs René Clair aus dem Jahr 1942, nach dem Roman The Passionate Witch von Thorne Smith. Die Erstaufführung in Deutschland fand am 3. Juni 1949 statt.

## Handlung
Daniel und seine Tochter Jennifer werden bei den Hexenprozessen von Salem verurteilt und hingerichtet, ihre Asche wird unter einem Baum vergraben, damit deren teuflische Geister gefangen sind. Jennifer hat jedoch den Denunzianten, den Puritaner Jonathan Wooley, verflucht. Seine männlichen Nachkommen werden immer die falschen Frauen heiraten.
Die Jahrzehnte vergehen. Die Männer der Wooley-Familie leiden unter zänkischen Ehefrauen. Ein Blitzschlag zerstört den Baum, so dass die Geister von Daniel und Jennifer wieder frei sind. Sie entdecken, dass Wallace Wooley für den Gouverneurs-Posten kandidiert. Außerdem will er Estelle Masterson heiraten, deren Vater Wooleys politische Ambitionen finanziell unterstützt. Daniel und Jennifer manifestieren sich als nebelige Geistgestalten und verstecken sich in leeren Alkoholflaschen. Jennifer überredet ihren Vater, ihr einen menschlichen Leib zu verschaffen, damit sie Wallace noch besser peinigen kann. Für den Zauber braucht Daniel aber Feuer, also brennt er ein Hotel nieder. Jennifer bekommt einen Körper und wird zudem von Wallace aus dem Flammenmeer gerettet.
Wallace fühlt sich von Jennifer angezogen, doch er will seine Hochzeit nicht aufs Spiel setzen. Jennifer braut einen Liebestrank für Wallace, um ihn zu verführen. Doch während sie den Trank zusammenbraut, wird sie von einem herunterfallenden Bild niedergestreckt. Wallace bringt sie wieder zu Bewusstsein, indem er ihr das Gebräu zu trinken gibt.
Daniel verschafft sich ebenfalls einen Körper. Daniel hasst alle Wooleys und will verhindern, dass Jennifer einem Wooley hilft. Leider hat der Aufenthalt in einer nicht ganz leeren Flasche Daniel betrunken gemacht, so dass er Wallace nicht in einen Frosch verwandeln kann. Estelle hingegen findet Wallace und Jennifer in einer innigen Umarmung und sagt daraufhin die Hochzeit ab. Ihr wütender Vater will Wallace in seinen Zeitungen bloßstellen. Wallace ist sich seiner Liebe zu Jennifer sicher, beide machen sich auf und davon.
Die beiden heiraten, Jennifer versucht, die politische Karriere ihres Mannes mit ihrer Hexenkraft zu retten. Sie erschafft kleine weiße Rauchwolken, die das Gehirn der Wähler beeinflussen, damit sie für Wallace stimmen. Wallace gewinnt die Wahl ohne Gegenstimme. Hatte er vorher nicht ihrem Gerede über Hexerei geglaubt, musste er nun erkennen, dass er wirklich eine Hexe geheiratet hat.
Währenddessen versucht Daniel, seiner Tochter die magischen Kräfte zu entziehen. Er hat die Absicht, sie bzw. ihren Geist wieder in einen Baum zu sperren. Die verängstigte Jennifer unterbricht die Siegesansprache ihres Mannes und fleht ihn an, ihr bei ihrer Flucht zu helfen. Beide halten ein Taxi an, das unglücklicherweise von ihrem Vater gelenkt wird. Daniel fährt seine Tochter und Wallace zu dem Baum zurück.
Es ist Mitternacht, Wallace wird von zwei Rauchwolken beobachtet. Bevor sie zum Baum zurückkehren, will Jennifer Wallaces Seelenqual sehen. Während Daniel noch mit Schadenfreude zu Wallace schaut, schlüpft Jennifer in den Körper zurück. Sie schafft es, Daniel in eine Likörflasche zu sperren, in der er betrunken und damit machtlos wird.
Jahre später – Jennifer und Wallace haben Kinder – erklärt die Haushälterin Margaret den Eltern, sie habe die jüngste Tochter auf einem Besen reiten gesehen. Auf die Frage ihres Mannes, ob man sich nun Sorgen machen müsse, kann Jennifer keine Antwort geben. Der Film endet mit besorgten Blicken der Eltern.

## Hintergrund
Der Film diente als Grundlage für die TV-Serie Verliebt in eine Hexe (Bewitched), ist jedoch nicht zu verwechseln mit der italienischen Komödie gleichen Titels aus dem Jahre 1981 von Franco Castellano und Giuseppe Moccia (italienischer Originaltitel Mia moglie è una strega).
Während der Dreharbeiten kam es zu Spannungen zwischen Lake und March.
Im Abspann unerwähnt bleibt die Drehbuch-Mitarbeit von Dalton Trumbo, der später in der McCarthy-Ära auf der Schwarzen Liste Hollywoods stand. Unter Verwendung von Pseudonymen gewann Trumbo 1954 und 1957 zwei Oscars.
Produzent Sturges, der auch als Regisseur und Drehbuchautor (gewann 1941 einen Oscar für das beste Drehbuch) von sich reden machte, konnte namhafte Mitarbeiter gewinnen: die Darsteller March (Oscar 1932, 1947; Golden Globe 1952) und Susan Hayward (Oscar 1959; Golden Globe 1953, 1959); Drehbuchautor Robert Pirosh (Oscar 1952); Art-Director Hans Dreier, ein gebürtiger Deutscher (Oscar 1946 und zweimal 1951); dessen ebenso in Deutschland geborenen Kollegen Ernst Fegté (Oscar 1946); der im Abspann ungenannte Set-Decorator Sam Comer (Oscar 1946, zweimal 1951, 1956); Ton-Ingenieur Harry D. Mills, ebenfalls im Abspann unerwähnt (Ehren-Oscar 1939); Spezial-Effekt-Designer Gordon Jennings (Oscar 1942, 1943, Ehren-Oscar 1939, Spezial-Oscar 1945, 1952); Kostüm-Designerin Edith Head (Oscar 1950, zweimal 1951, 1952, 1954, 1955, 1961, 1974)

## Kritiken
Die Komödie wurde bereits bei ihrer Veröffentlichung wie auch in der Gegenwart mit größtenteils freundlichen Kritiken bedacht. Bei Rotten Tomatoes besitzt I Married a Witch, basierend auf 22 Kritiken, eine positive Wertung von 95 %.

„Geistreiche, poesievolle René-Clair-Komödie; ein witzig-kunstvolles Hexen-Märchen.“

„Die Femme fatale Veronica Lake entwickelt unter der Regie des französischen Meisterregisseurs René Clair einen herrlich schrulligen Humor.“

## Auszeichnungen
- 1943: eine Oscar-Nominierung in der Kategorie Beste Filmmusik für Roy Webb